# Square Lamartine
Le square Lamartine est un square du 16e arrondissement de Paris.

## Situation et accès

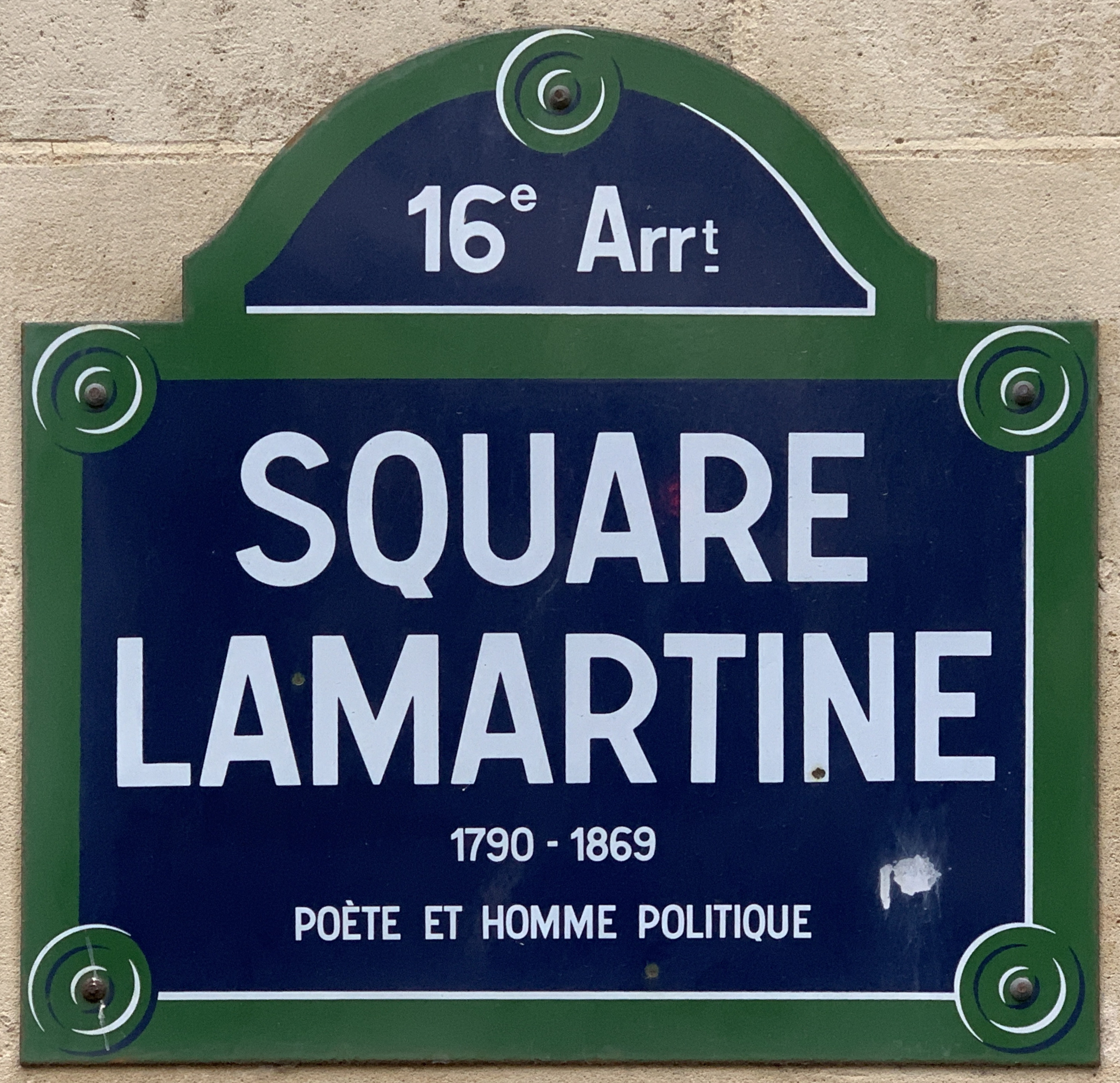
Plaque de rue.

Le terme de square désigne à la fois l'espace vert central et les deux petites voies qui la bordent à l'ouest et à l'est et qui sont loties.
De forme approximativement rectangulaire, le square s’étend sur une surface de 4500 m2, de 125 mètres de longueur et 36 mètres de largeur.
On y accède par l'avenue Victor-Hugo (no 189) ou par l'avenue Henri-Martin (no 70).
Le square est accessible en transports en commun par la ligne C du RER à la gare de l'avenue Henri-Martin et par la ligne 9 à la station Rue de la Pompe.
En 2021, le prix moyen du m2 sur le square se situe dans une fourchette comprise entre 10 642 € et 17 097 €, avec un prix moyen de 12 970 €.

## Origine du nom

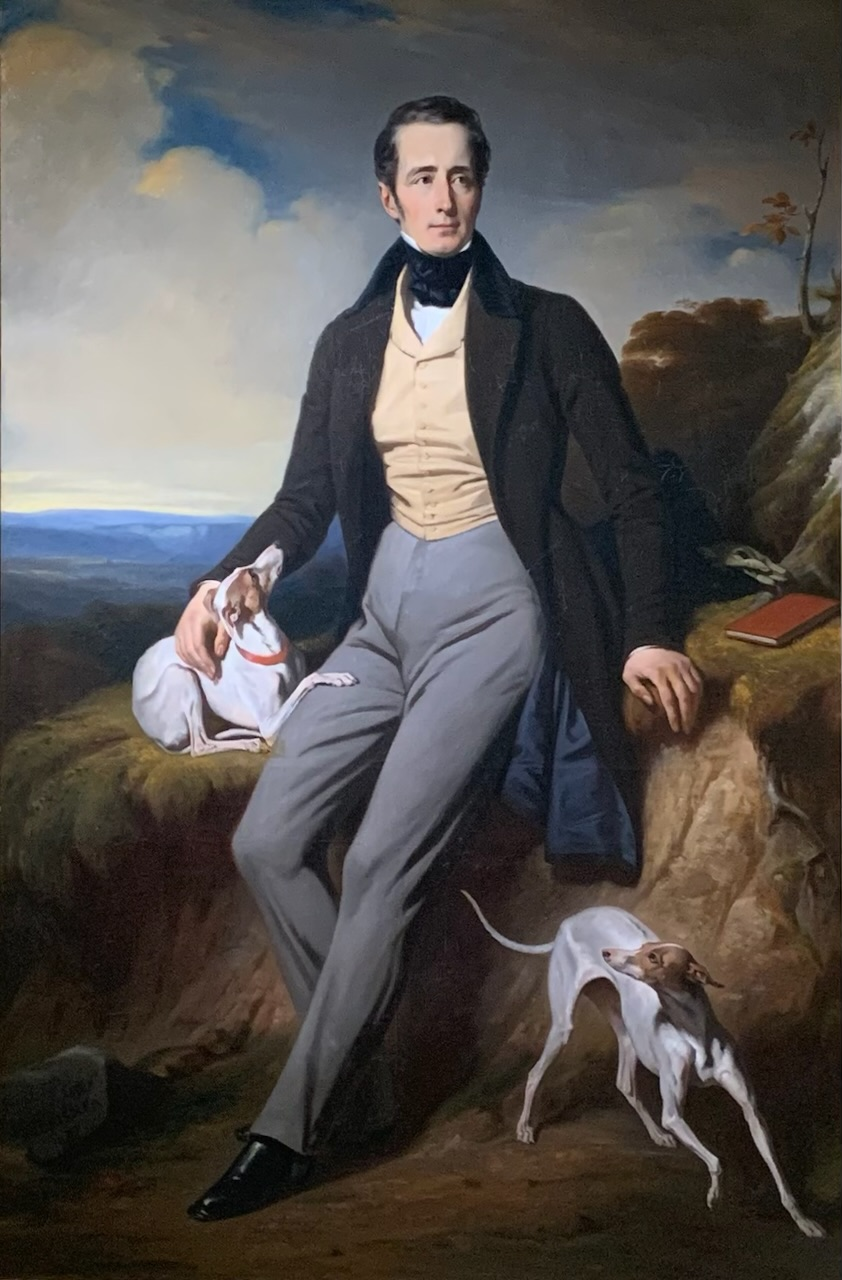
Le poète et homme politique français Alphonse de Lamartine (1790-1869).

Il rend hommage au poète romantique Lamartine (1790-1869), qui vécut dans un chalet aujourd'hui détruit, situé non loin, à hauteur des nos 107-113 de l'avenue Henri-Martin,.

## Historique
Cette voie, qui a fait partie de la « rue du Petit-Parc », résulte de la transformation, en 1825, du chemin qui longeait, à l'est, les terrains de l’ancienne faisanderie de la Muette et qui séparait les communes de Passy et de Neuilly.
Classée dans la voirie parisienne en vertu d'un décret du 23 mai 1863 en absorbant la partie sud du côté pair de la rue Spontini, elle prend le nom de « rue  Neuve-du-Puits-Artésien » puis « place Victor-Hugo » par un arrêté du 6 mai 1881, avant de prendre sa dénomination actuelle par un arrêté du 8 juillet 1886. Il est à noter qu'une autre place Victor-Hugo existe de nos jours dans l'arrondissement.
En juin 1901, une « très jolie et très brillante fête » est organisée dans le jardin d’un hôtel particulier du square. Les arbres sont fleuris de roses et éclairés de lanternes électriques. La soirée se termine par « un élégant cotillon conduit par la marquise de Portes et le comte Louis de Périgord ».
En 1919, un buste de l’homme politique Jean Jaurès (1859-1914), qui avait habité à proximité, au 8, villa de la Tour, est provisoirement installé dans le square, devant la statue de Lamartine, à l’occasion d’une manifestation organisée pour protester contre l’acquittement de Raoul Villain, son assassin. Un cortège composé de plusieurs dizaines de milliers de personnes (de 30 000 à 300 000 selon les sources), drapeaux rouges déployés, défile devant le buste trois heures durant. En 1924, le Parti communiste français et la Confédération générale du travail unitaire organisent une nouvelle démonstration au même endroit pour commémorer le dixième anniversaire de la mort de l’homme politique. 7000 personnes manifestent de la place du Trocadéro jusqu’au square, où a été à nouveau érigé le buste en bronze de Jaurès, en suivant l’avenue Henri-Martin,.
En 1928, trois ouvriers employés sur un chantier du square sont précipités dans le vide d’une hauteur de 12 mètres et sont grièvement blessés.
En 1930, un journaliste décrit le square de la façon suivante : « Il y a quelques années encore, ce petit square était gentil comme tout. Bordé d’hôtels proprets, orné de massifs corrects et calmes, encombré de deux statues qui ressemblent à toutes les statues des places publiques, car elles ne sont pas des chefs-d’œuvre, avec des bancs et des fontaines, il donnait l’impression apaisante et ravissante d’un square de cité provinciale au temps de Louis-Philippe ».

## Bâtiments remarquables et lieux de mémoire

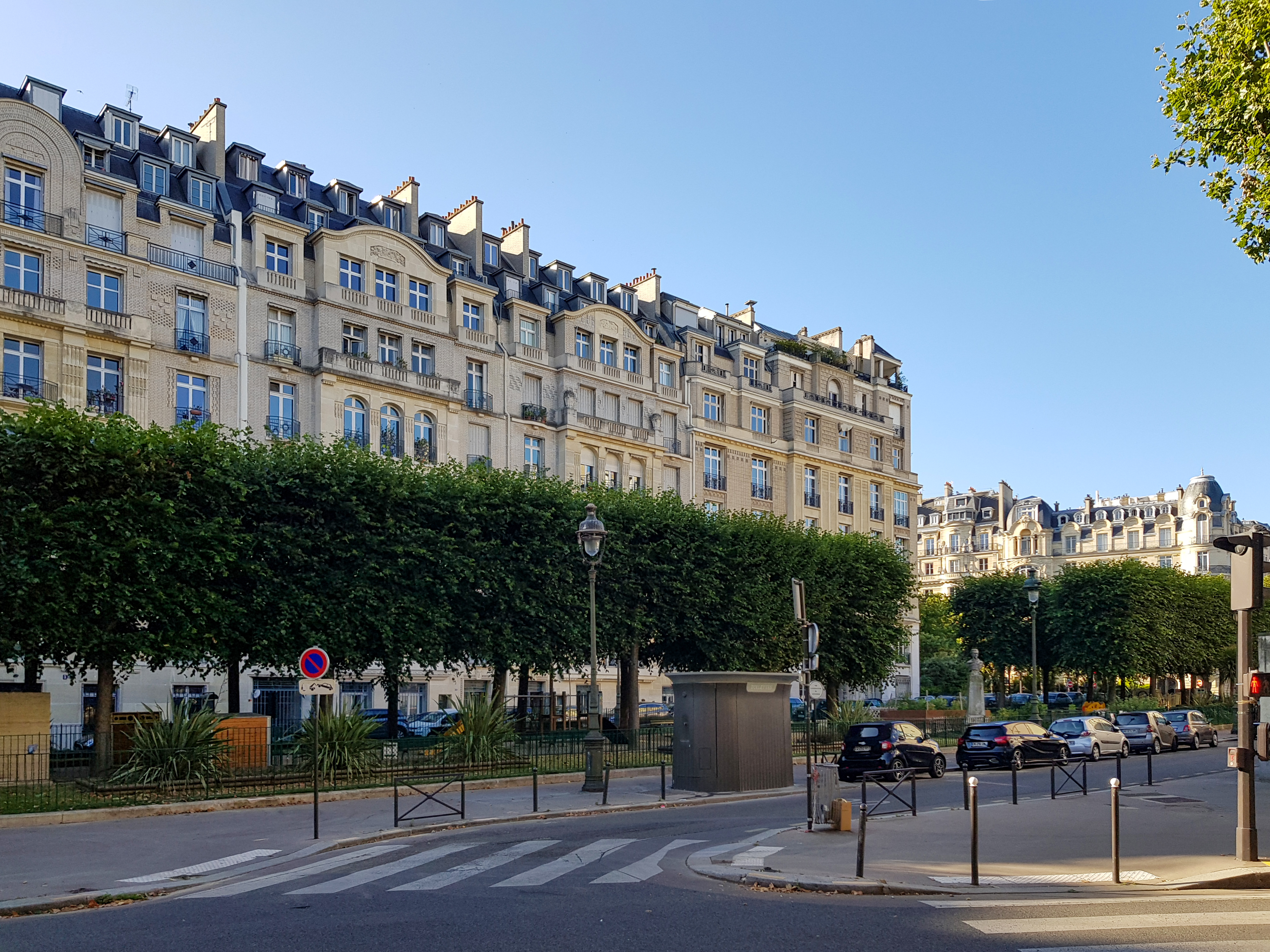
Immeubles du square, côté est.

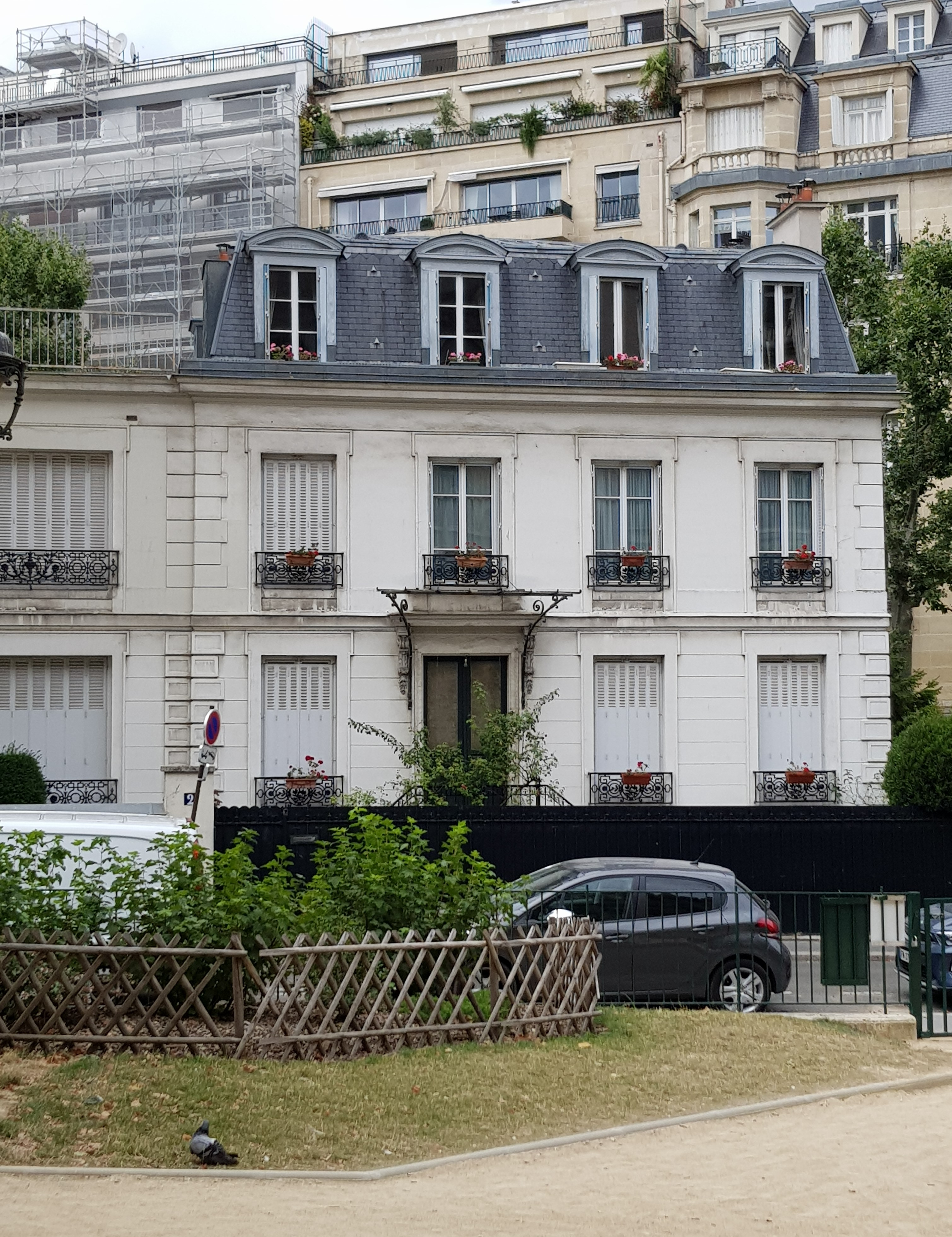
No 2.

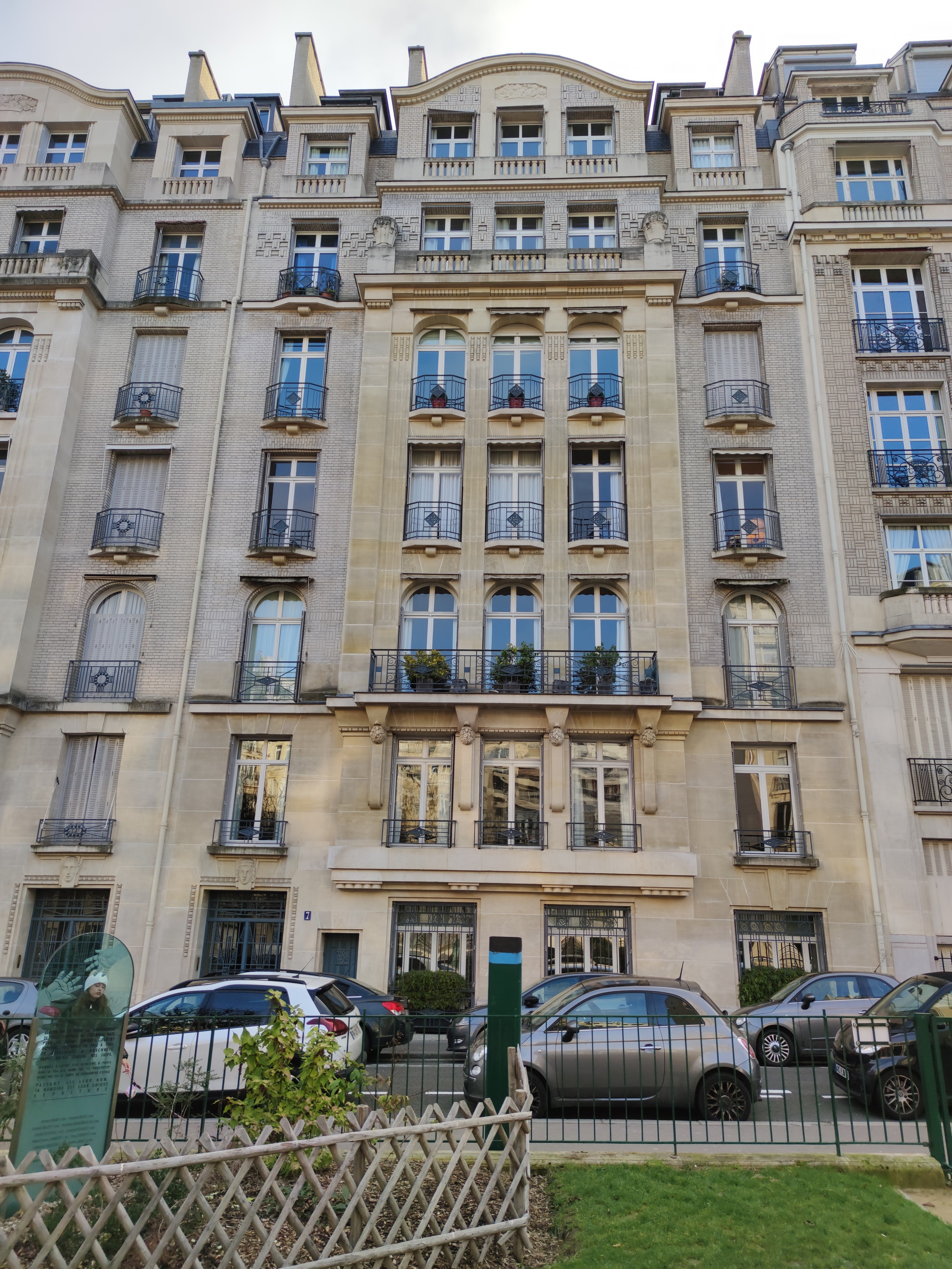
No 7.

- Ce petit espace vert est orné par la statue de Lamartine par Paul Niclausse, datée de 1951[13]. Cette statue remplace celle en bronze [14] due à Marquet de Vasselot, inaugurée le 7 juillet 1886 dans le square (alors appelé « square Victor-Hugo »), qui représentait le poète assis les jambes croisées dans un fauteuil Louis XV, sous lequel se trouvait couché le lévrier qu’il affectionnait[15], et qui a été refondue sous l'Occupation. Pour les enfants, une aire de jeux et un bac à sable ont été aménagés.

- On y voit aussi le Monument à Benjamin Godard, composé d'un buste dû au sculpteur Jean-Baptiste Champeil, sur un haut socle décoré, qui a été érigé en 1904[16]. Étrangement, le buste est tourné vers l'extérieur du square. Un exemple de ce buste est également conservé au théâtre national de l'Opéra-Comique. Le monument du square Lamartine comportait à l'origine deux personnages en bronze disposés contre le socle[17], ils ont disparu sans doute durant l'Occupation allemande pour la récupération du métal.

- Une stèle en verre rappelle la mémoire des enfants juifs en bas âge du 16e arrondissement, assassinés pendant la Seconde Guerre mondiale[Note 1].

- À l'extrémité nord du square se trouve le puits artésien de Passy, foré de 1855 à 1860[18], dont l'eau a jailli pour la première fois en 1861. Il est à l'origine destiné à alimenter les étendues d'eau du bois de Boulogne voisin[1]. En 1934, on y trouve une pompe à la place de l’ancienne fontaine[19]. Le puits est rénové en 1994. De nos jours, de nombreux habitants du quartier viennent s'y approvisionner en eau potable[20],[21],[3].

- Le chanteur Mika a passé son enfance square Lamartine[22].

- No 1 : entrée de la villa Jocelyn, voie privée.

- No 2 : cette maison de ville est la plus ancienne construction du square et est un témoignage de ce à quoi il pouvait ressembler avant la construction des grands immeubles qui le bordent aujourd’hui. Le dernier survivant du siège d’Anvers (1832), le lieutenant-colonel Ferry, y meurt, en son domicile, en 1899[23].

- No 2 bis : immeuble de 1922 construit par l'architecte Charles Labro[24] ; sous l’Occupation, 14 appartements y sont réquisitionnées par les Allemands[25].

- No 3 (démoli) : à cette adresse se trouvait « l’usine des poêles mobiles et hôtel particulier de M. de Choubersky », qui s’y suicide en 1892[26].

- No 4 (et 72, avenue Henri-Martin) : immeuble de 1922 construit par l’architecte Charles Labro[24]. En 1925, dans un appartement situé au 3e étage, le vol d’un million de bijoux est commis au préjudice d’une riche réfugiée russe. Une femme de chambre est soupçonnée, suspectée d’avoir agi pour le compte de « l’organisation secrète des soviets »[27].

- No 5 : le 8 juillet 1977, un grave attentat endommage l’appartement de Marcel Boiteux, directeur général d’EDF, situé au quatrième étage de cet immeuble. L’attentat est revendiqué par un Comité d’action contre les crapules atomiques[28].

- No 7 :  la comtesse Pastré y occupe, avant-guerre, un luxueux appartement[29], où elle reçoit beaucoup : la chanteuse Édith Piaf, l’acteur Yves Montand... Sous l’Occupation, « tout un petit monde prestigieux par le talent et par l’esprit gravitait square Lamartine autour du salon (et de ses buffets de rêve) de la comtesse Pastré »[30].

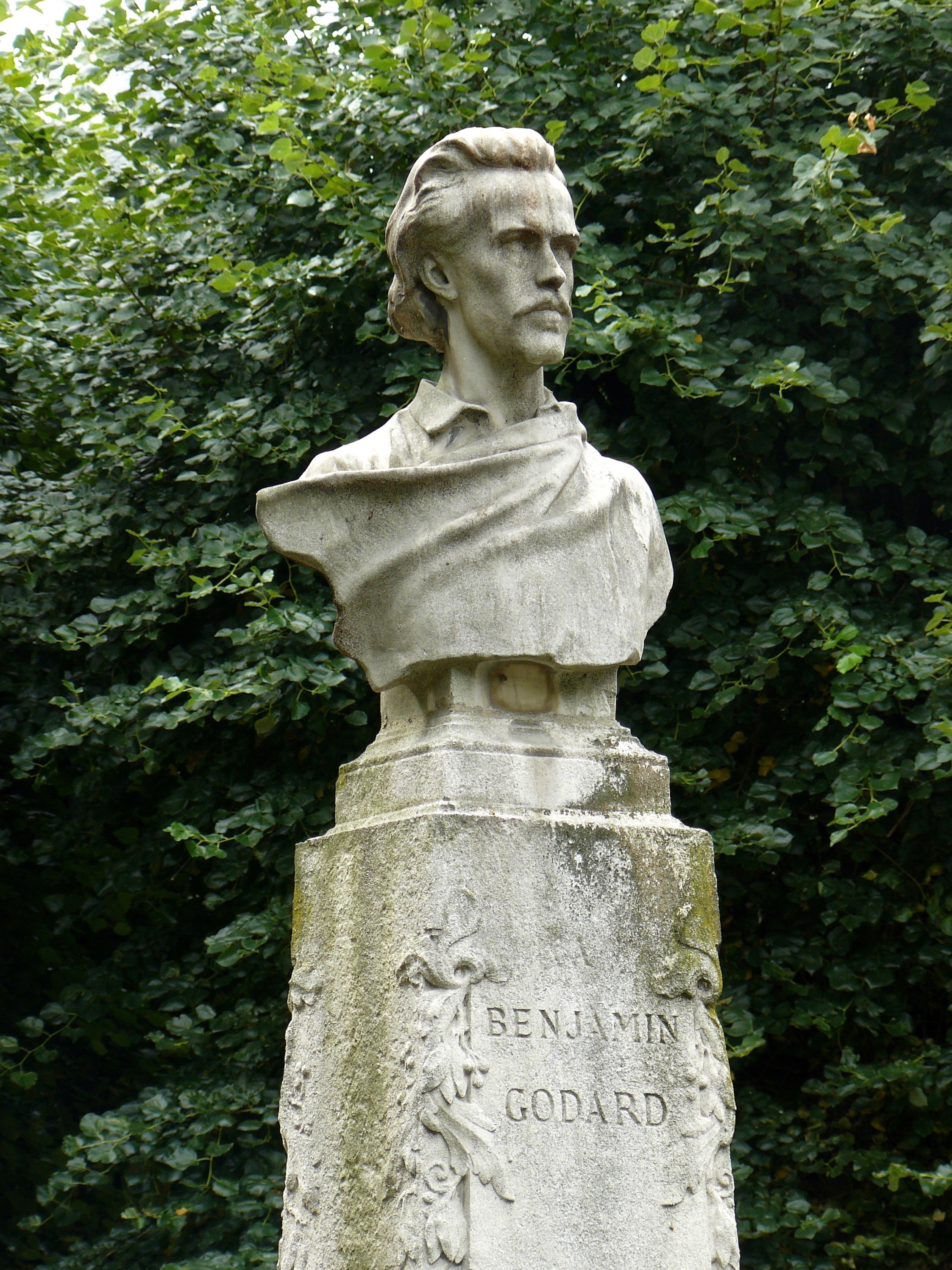
Buste de Godard.
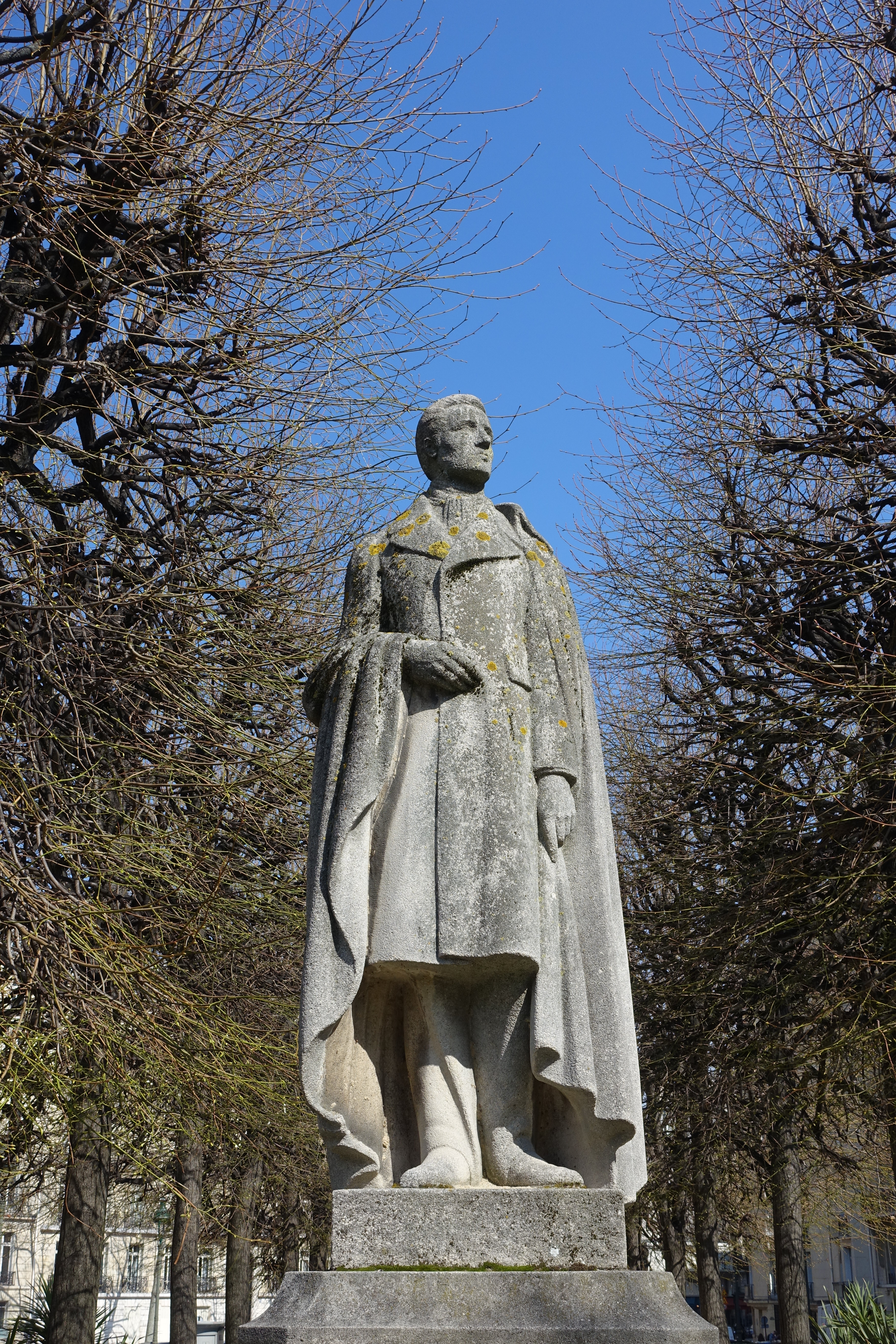
Statue de Lamartine.
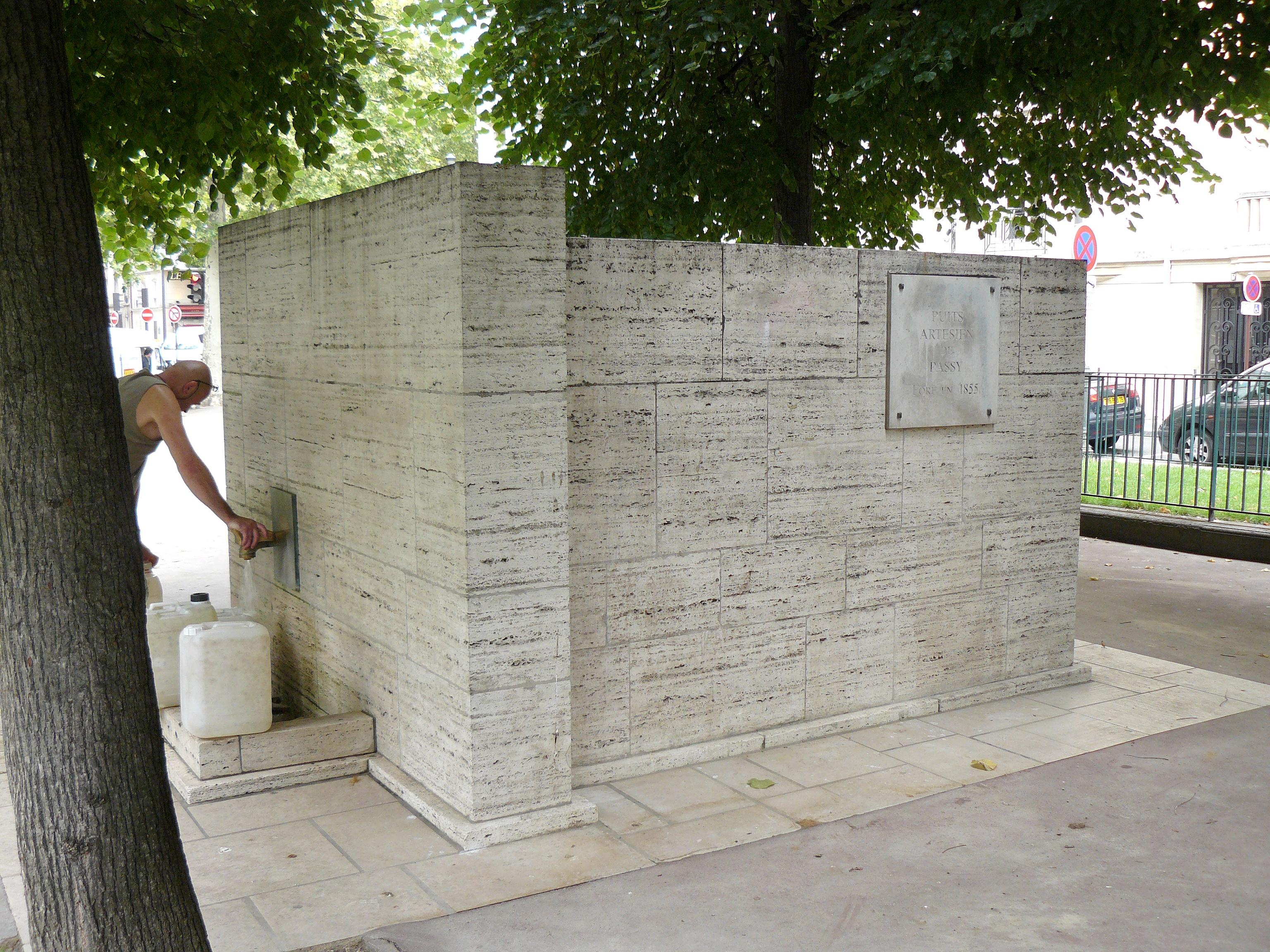
La fontaine du puits artésien de Passy.
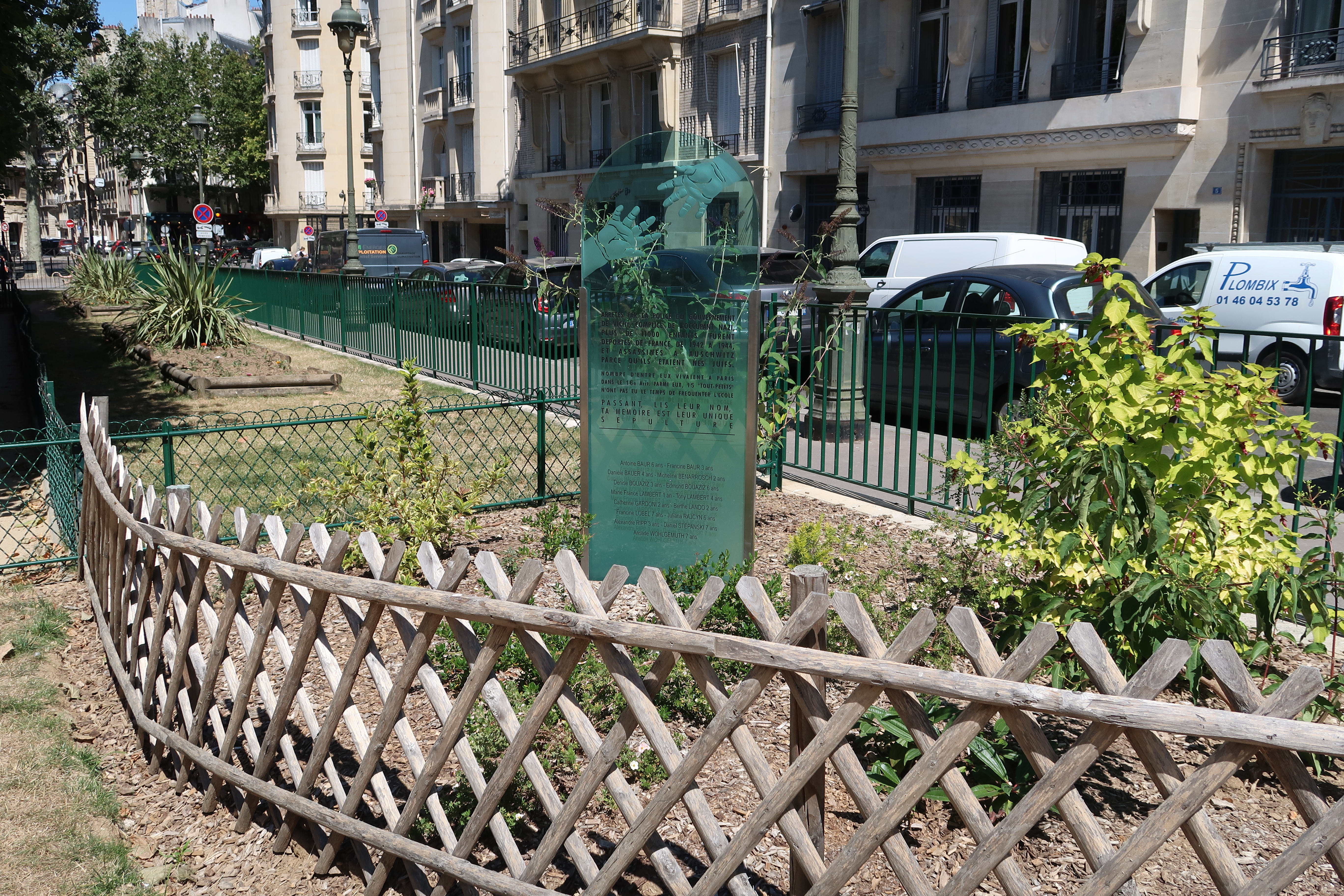
La stèle en mémoire des enfants juifs.

## Dans la littérature
- En 2000, l’écrivain américain André Aciman publie l’essai Faux Papiers, dont un chapitre s’intitule Square Lamartine[31].